# Phthonandria mollis
Phthonandria mollis är en fjärilsart som beskrevs av De Joannis 1929. Phthonandria mollis ingår i släktet Phthonandria och familjen mätare. Inga underarter finns listade i Catalogue of Life.